# Pacific Rugby Cup 2008
El Pacific Rugby Cup del 2008 fue la tercera edición del torneo de rugby en el que la disputaron 6 equipos.
En esta edición el torneo se disputó con franquicias establecidas en Fiyi, Samoa y Tonga.
El campeón de la competencia fueron los tonganos Tautahi Gold.

## Equipos participantes
- Savaii Samoa
- Upolu Samoa
- Fiji Warriors
- Fiji Barbarians
- Tau'uta Reds
- Tautahi Gold

## Clasificación
| Pos. | Equipo          | Encuentros | Encuentros | Encuentros | Encuentros | Tantos  | Tantos    | Tantos     | Puntos Bonus | Puntos Totales |
| Pos. | Equipo          | jugados    | ganados    | empatados  | perdidos   | a favor | en contra | diferencia | Puntos Bonus | Puntos Totales |
| ---- | --------------- | ---------- | ---------- | ---------- | ---------- | ------- | --------- | ---------- | ------------ | -------------- |
| 1    | Upolu Samoa     | 5          | 4          | 0          | 1          | 90      | 49        | +41        | 1            | 17             |
| 2    | Tautahi Gold    | 5          | 3          | 0          | 2          | 97      | 75        | +22        | 1            | 13             |
| 3    | Savaii Samoa    | 5          | 3          | 0          | 2          | 81      | 81        | 0          | 1            | 13             |
| 4    | Fiji Barbarians | 5          | 2          | 0          | 3          | 72      | 90        | -18        | 2            | 10             |
| 5    | Tau'uta Reds    | 5          | 2          | 0          | 3          | 84      | 95        | -11        | 1            | 9              |
| 6    | Fiji Warriors   | 5          | 1          | 0          | 4          | 70      | 104       | -34        | 3            | 7              |

Nota: Se otorgan 4 puntos al equipo que gane un partido y 2 al que empate
Puntos Bonus: 1 punto por convertir 4 tries o más en un partido y 1 al equipo que pierda por no más de 7 tantos de diferencia
|  | Finalista |

### Final
| 24 de mayo | Upolu Samoa | 3 - 11 | Tautahi Gold | Apia Park, Apia               |  |
|            |             |        |              | Asistencia: 3000 espectadores |  |

| Bandera de Tonga     |
| Campeón Tautahi Gold |
| Primer título        |